# Filipe de Hesse-Darmstadt
Filipe de Hesse-Darmstadt (20 de julho de 1671 - 11 de agosto de 1736) foi um conde de Hesse-Darmstadt, marechal-de-campo imperial e governador de Mântua.

## Família
Filipe foi o quarto filho do segundo casamento do conde Luís VI de Hesse-Darmstadt com a duquesa Isabel Doroteia de Saxe-Gota-Altemburgo. Os seus avós paternos eram o conde Jorge II de Hesse-Darmstadt e a princesa Sofia Leonor da Saxónia. Os seus avós maternos eram o duque Ernesto I de Saxe-Gota e a duquesa Isabel Sofia de Saxe-Altemburgo.

## Vida
Filipe lutou ao lado dos Habsburgos na Guerra de Sucessão Espanhola e tornou-se marechal-de-campo e comandante supremo das tropas imperiais na recém-conquistada Nápoles em 1708. Após o fim da guerra em 1714 e com a ajuda do príncipe Eugénio de Saboia, Filipe tornou-se governador do Ducado de Mântua até à sua morte.
Filipe era um grande amante de música e, enquanto comandava o exército austríaco em Nápoles, tornou-se mecenas de Nicola Porpora e, enquanto governador de Mântua, fez de António Vivaldi Maestro di Cappella da sua corte. Vivaldi escreveu a ópera Tito Manlio em honra de Filipe.

## Casamento e descendência
Filipe casou-se com a duquesa Maria Teresa de Croÿ, filha do duque Fernando Francisco José de Croÿ-Havré, no dia 24 de março de 1693 em Bruxelas. Para se casar com Maria, Filipe teve de se converter ao catolicismo, algo que desagradou a sua mãe. O casal teve cinco filhos:
- José de Hesse-Darmstadt (22 de janeiro de 1699 - 20 de agosto de 1768), bispo de Augsburg; sem descendência.
- Guilherme Luís de Hesse-Darmstadt (1704); morreu novo.
- Teodora de Hesse-Darmstadt (6 de fevereiro de 1706 – 23 de janeiro de 1784), casada com o duque Antonio Ferrante Gonzaga; sem descendência.
- Leopoldo de Hesse-Darmstadt (11 de abril de 1708 - 27 de outubro de 1764), casado com Henriqueta d'Este; sem descendência.
- Carlos de Hesse-Darmstadt (1710); morreu novo.